# پتسانا
پتسانا (به ایتالیایی: Pezzana) یک کومونه در ایتالیا است که در استان ورسلی واقع شده‌است.

## خصوصیات
پتسانا ۱۷٫۴ کیلومترمربع مساحت و ۱٬۱۴۶ نفر جمعیت دارد.